# Самбірський повіт
Самбірський повіт (нім. Bezirk Sambor; пол. Powiat samborski) — історична адміністративно-територіальна одиниця у складі Королівства Галичини і Володимирії, ЗУНР, Польщі, УРСР і дистрикту Галичина. Центром повіту було м. Самбір.

## Австро-Угорщина
Самбірський повіт створений у 1867 році за часів Австро-Угорської імперії.

## Період ЗУНР
Самбір поряд із Дрогобичем і Перемишлем був одним із трьох міст Східної Галичини, в гарнізонах яких переважали поляки серед військових, що вони й використали 1 листопада 1918 р. для захоплення міста. Проте прибуття української військової залоги зі Старого Самбора і селян довколишніх сіл встановило українську владу.
У період ЗУНР входив до Самбірської військової округи Львівської військової області ЗУНР. Повітовим комісаром був письменник Андрій Чайковський (УНДП). Міським комісаром (бургомістром) обраний адвокат д-р Данило Стахура (УНДП). Делегатами до УНРади обрані: від міста — професор гімназії Олександр Бойцун, від повіту — вчитель гімназії Тадей Залеський.
У Самборі виходив щотижневик «Наддністрянські вісти» — орган Самбірського, Старосамбірського, Турківського Рудківського і Мостиського повітових комісаріатів ЗУНР.

## Під польською окупацією
Після окупації поляками ЗУНРу повіт був включений 23.12.1920 до новоутвореного Львівського воєводства Польщі.

### Зміни адміністративного поділу

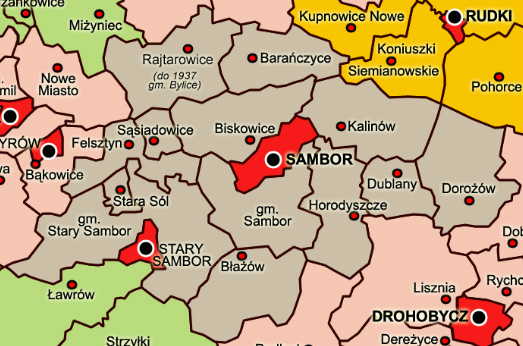
Самбірський повіт

1 квітня 1928 р. сільську гміну (самоврядну громаду) Посада Фельштинська було скасовано, а її територію приєднано до гміни Фельштин.
1 квітня 1932 р. було скасовано Старосамбірський повіт і значна його частина була приєднана до Самбірського повіту. Внаслідок цього територія повіту збільшилася до 1133 км². Самбірський повіт був одним із найбільших повітів Львівського воєводства. Включав в себе чотири міста — Самбір, Старий Самбір, Хирів та Стара Сіль..
15 червня 1934 р. село Волоща передане з Самбірського повіту до Дрогобицького, а місто Хирів і села Банковіце з присілком Сушиця Мала, Ґродовіце, Лібухова, Поляна, Росохи, Слохинє, Сушица Вєлька, Терло Рустикальне і Терло Шляхецке — до Добромильського.
1 серпня 1934 р. було здійснено новий поділ на сільські гміни шляхом об'єднання дотогочасних (збережених від Австро-Угорщини) ґмін, які позначали громаду села. Новоутворені ґміни відповідали волості — об'єднували громади кількох сіл або (в дуже рідкісних випадках) обмежувались єдиним дуже великим селом. Внаслідок поділу утворилися 11 сільських гмін і 2 міські.
1 квітня 1938 р. село Татари передане з гміни Дорожів до гміни Дубляни.

#### Міста (Міські ґміни)
1. м. Самбір
2. м. Старий Самбір — з 01.04.1932
3. м. Стара Сіль — з 01.04.1932. У 01.08.1934 р. понижено до села. Міська ґміна до 01.08.1934 р.

#### Сільські ґміни
Кількість:
1920—1928 рр. — 90
1928—1932 рр. — 89
1932—1934 рр. — 114
1934 рр. — 110
1934—1939 рр. — 13
| Об'єднані сільські ґміни 1934 року                                     | Об'єднані сільські ґміни 1934 року                                     | Старі сільські ґміни | Кількість |
| ---------------------------------------------------------------------- | ---------------------------------------------------------------------- | --- | --------- |
| 1                                                                      | Ґміна Баранівці                                                        | Бараньчице (Баранівці), Бурчице Нове (Нові Бірчиці), Бурчице Старе (Старі Бірчиці), Вєцковіце (Вічковичі), Воля Баранєцка (Воля-Баранецька), Зарайско (Зарайське), Корніце (Корничі), Ковеніце (Ковиничі), Містковіце (Містковичі), Садковіце (Садковичі), Хлєвіска (Хлівиська) | 11        |
| 2                                                                      | Ґміна Биличі (з 1 квітня 1937 р. — гміна Райтаровичі)                  | Бжесцяни (Берестяни), Букова, Биліце (Биличі), Воліца Польска (Волиця), Лютовіска (Лютовиська), Райтаровіце (Райтаровичі), Ракова, Роґузно (Рогізно), Чишкі (Чижки) | 9         |
| 3                                                                      | Ґміна Бісковичі                                                        | Бісковіце (Бісковичі), Викоти, Воютиче (Воютичі), Лановіце (Лановичі), Максимовіце (Максимовичі), Надиби, Пяновіце (П'яновичі) | 7         |
| 4                                                                      | Ґміна Блажів                                                           | Блажув (Блажів), Воля Блажовска (Воля-Блажівська), Звур (Звір), Лопушна, Лукавіца, Манастежец (Монастирець), Сприня Мала, Сприня Вєлька, Черхава | 9         |
| 5                                                                      | Ґміна Городище                                                         | Городище, Котованя, Кульчице Рустикальне (Кульчиці), Кульчице Шляхецкє (Кульчиці), Мокжани (Мокряни), Сєлєц (Селець), Ступніца Польска (Ступниця Польська), Ступніца Руска (Ступниця Руська), Шаде (Сіде) | 9         |
| 6                                                                      | Ґміна Дорожів                                                          | Біліна Вєлька (Велика Білина), Бикув (Биків), Ґлінне (Глинне), Дорожув (Дорожів), Ланка Рустикальна (Лука), Ланка Шляхецка (Лука), Майніч, Ортиніце (Ортиничі), Татари | 9         |
| 7                                                                      | Ґміна Дубляни                                                          | Дубляни, Кранцберґ, Новошице (Новошичі), Озіміна, Пруси | 5         |
| 8                                                                      | Ґміна Калинів                                                          | Бабіна, Білінка Мала (Мала Білина), Бжеґі (Береги), Гординя Рустикальна, Гординя Шляхецка, Калінув (Калинів), Корналовіце (Корналовичі), Кружики, Піняни, Сєкєрчице (Секерчичи) | 10        |
| 9                                                                      | Ґміна Самбір                                                           | Березьніца Рустикальна (Бережниця), Березьніца Шляхецка (Бережниця), Ваньовіце (Ваньовичі), Домбрувка (Дубрівка), Заднєстже (Задністря), Ольшанік (Вільшаник), Радловіце (Ралівка), Стжалковіце (Стрілковичі), Угерце Заплатиньскє, Чукєв (Чуква) | 10        |
| 10                                                                     | Ґміна Стара Сіль                                                       | Стара Сіль | 1         |
| 11                                                                     | Ґміна Старий Самбір                                                    | Бачина (з 01.04.1932), Біліч (з 01.04.1932), Воля Коблянска (з 01.04.1932), Воля Райнова (з 01.04.1932), Волошинова (з 01.04.1932), Кобло Старе (з 01.04.1932), Мрозовіце (Морозовичі), Созань (з 01.04.1932), Стара Ропа (з 01.04.1932), Страшевіце (Страшевичі) (з 01.04.1932), Стжелбіце (Стрільбичі) (з 01.04.1932), Сушица Рикова (з 01.04.1932), Торчиновіце (Торчиновичі), Торгановіце (Торгановичі)                                                 | 14        |
| 12                                                                     | Ґміна Сусідовичі                                                       | Сусідовичі | 1         |
| 13                                                                     | Ґміна Фельштин                                                         | Березув (Березів) (з 01.04.1932), Ґлембока (Глибока), Гумєнєц (Гуманець), Ляшкі Муроване Мястечко (Муроване Містечко) (з 01.04.1932), Ляшкі Муроване Вєсь (Муроване Село) (з 01.04.1932), Фельштин (з 01.04.1932), Чаплє (Чаплі), Шуміна (з 01.04.1932), Янув (Іванів) | 9         |
| ліквідовано                                                            | ліквідовано                                                            | Посада Фельштинська (до 01.04.1928) | 1         |
| передано до Дрогобицького повіту                                       | передано до Дрогобицького повіту                                       | Волоща (до 15.06.1934) | 1         |
| увійшли із Старосамборського повіту передано до Добромильського повіту | увійшли із Старосамборського повіту передано до Добромильського повіту | Банковіце (Буньковичі) (01.04.1932 — 15.06.1934), Сушица Вєлька (Велика Сушиця) (01.04.1932 — 15.06.1934), Ґродовіце (Городовичі) (01.04.1932 — 15.06.1934), Лібухова (Максимівка) (01.04.1932 — 15.06.1934), Поляна зе Сьлівніцов (Поляна) (01.04.1932 — 15.06.1934), Росохи (01.04.1932 — 15.06.1934), Слохинє (Слохині) (01.04.1932 — 15.06.1934), Терло Рустикальне (Терло) (01.04.1932 — 15.06.1934), Терло Шляхецке (Терло) (01.04.1932 — 15.06.1934) | 9         |

### Перейменування
Рішенням міністра внутрішніх справ 4 травня 1939 року змінена німецька назва поселення (колонії) Кранцберґ (нім. Kranzberg) на польську Вєньчице (пол. Wieńczuce).

### Населення
У 1907 році українці-грекокатолики становили 63 % населення повіту.
У 1939 році в повіті проживало 130 820 мешканців (93 670 українців-грекокатоликів — 71,67 %, 7 815 українців-латинників — 5,97 %, 12 935 поляків — 9,89 %, 1 300 польських колоністів міжвоєнного періоду — 0,99 %, 13 740 євреїв — 10,5 % і 1 360 німців та інших національностей — 1,04 %).
Публіковані польським урядом цифри про національний склад повіту за результатами перепису 1931 року (з 133 814 населення ніби-то було аж 56 818 (42,46 %) поляків при 68 222 (50,98 %) українців, 7 794 (5,82 %) євреїв і 700 (0,52 %) німців) суперечать даним, отриманим від місцевих жителів (див. вище) та пропорціям за допольськими (австрійськими 1907 року) та післяпольськими (радянськими 1940 і німецькими 1942) звітами.

## СРСР
Після півмісячної німецької окупації у вересні 1939 р. територія повіту передана СРСР. 27 листопада 1939 р. повіт включений до новоутвореної Дрогобицької області. 17 січня 1940 р. повіт ліквідований шляхом поділу на райони — кожен із кількох ґмін:
- Самбірський — з міської ґміни Самбір та сільських ґмін Баранівці, Бісковичі, Блажів і Самбір;
- Старосамбірський — з міської ґміни Старий Самбір та сільських ґмін Райтаровичі, Стара Сіль, Старий Самбір, Сусідовичі і Фельштин;
- Дублянський — із сільських ґмін Городище, Дорожів, Дубляни і Калинів.

## Третій Райх
Німецькою окупаційною владою 1.08.1941 відновлений Самбірський повіт, для управління яким 11.08.1941 утворено Самбірське окружне староство (нім. Kreishauptmannschaft und Gemeindeverband Sambor). Відновлений був також і поділ на ґміни. 1 серпня 1943 Самбірський повіт був підпорядкований Дрогобицькому окружному староству. У зв'язку з цим було створено Самбірський повітовий комісаріат (нім. Landkommissariat Sambor).
Після повторної радянської окупації на початку серпня 1944 р., радянською владою повіт знову був поділений на райони.